# Sasunaga kala
Sasunaga kala là một loài bướm đêm trong họ Noctuidae.